# Улица Дружбы (Казань)
Улица Дружбы (тат. Дуслык урамы, Duslıq uramı) — улица в Советском районе Казани.

## География
Начинаясь от улицы Заря, заканчивается пересечением с Сибирским трактом.

## История
Первые дома на улице были построены в середине 1950-х годов, однако название улица получила только в 1960 году.
Почти все жилые дома на улице были построены в 1960-х годах («хрущёвки»). Кроме того, значительная часть зданий на улице была занята объектами соцкультбыта; часть из них была снесена (поликлиника № 8 и кинотеатр «Дружба», на месте которого был возведён одноимённый жилой комплекс).
С момента образования входила в состав Советского района.

## Объекты
- пересечение с Сибирским трактом — кинотеатр «Дружба». Снесён в конце 2000-х годов, на его месте построен многоэтажный жилой дом.[8]
- № 1 — школа № 72.[9]
- № 1/11 — жилой дом треста «Татнефтепроводстрой». В советское время этом здании располагалось специализированное управление монтажных работ № 6 этого треста.[10][11]
- № 3 — детский сад № 104 «Дружба» (бывший № 104 «Чебурашка» компрессорного завода).[11][12]
- № 8 — поликлиника № 8 (здание снесено).[11]

## Транспорт
Общественный транспорт по улице не ходит; ближайшие остановки общественного транспорта — «Пионерская» и «Попова» на улице Сибирский тракт (автобус, троллейбус, трамвай).